# Dennis Brain
Dennis Brain (17 de mayo de 1921-1 de septiembre de 1957) fue un virtuoso de trompa británico que popularizó el instrumento como solista entre el público británico de posguerra. Con la colaboración de Herbert von Karajan y la Philharmonia Orchestra, produjo lo que muchos consideran todavía las versiones definitivas de los conciertos para trompa de Wolfgang Amadeus Mozart.

## Tradición familiar
Dennis Brain nació en Londres en una familia de intérpretes de trompa. Su abuelo, Alfred Edwin Brain (1860-1925) fue considerado uno de los mejores solistas del instrumento en su época. Su tío, (1885-1966) tuvo una exitosa carrera en Estados Unidos con la Orquesta Filarmónica de Nueva York, y luego como solista en Hollywood. 
Su padre, Aubrey Brain (1893-1955) tuvo el puesto principal en la BBC Symphony Orchestra y fue además profesor del instrumento. Aubrey Brain realizó la primera grabación de los conciertos para trompa de Mozart en 1927. 
Su madre, Marion Brain, fue compositora y escribió cadenzas para los conciertos N.º 1 y N.º 3. Su hermano, Leonard Brain (1915-1975) fue intérprete de oboe, y uno de sus hijos fue un reconocido intérprete de trompa.

## Carrera musical

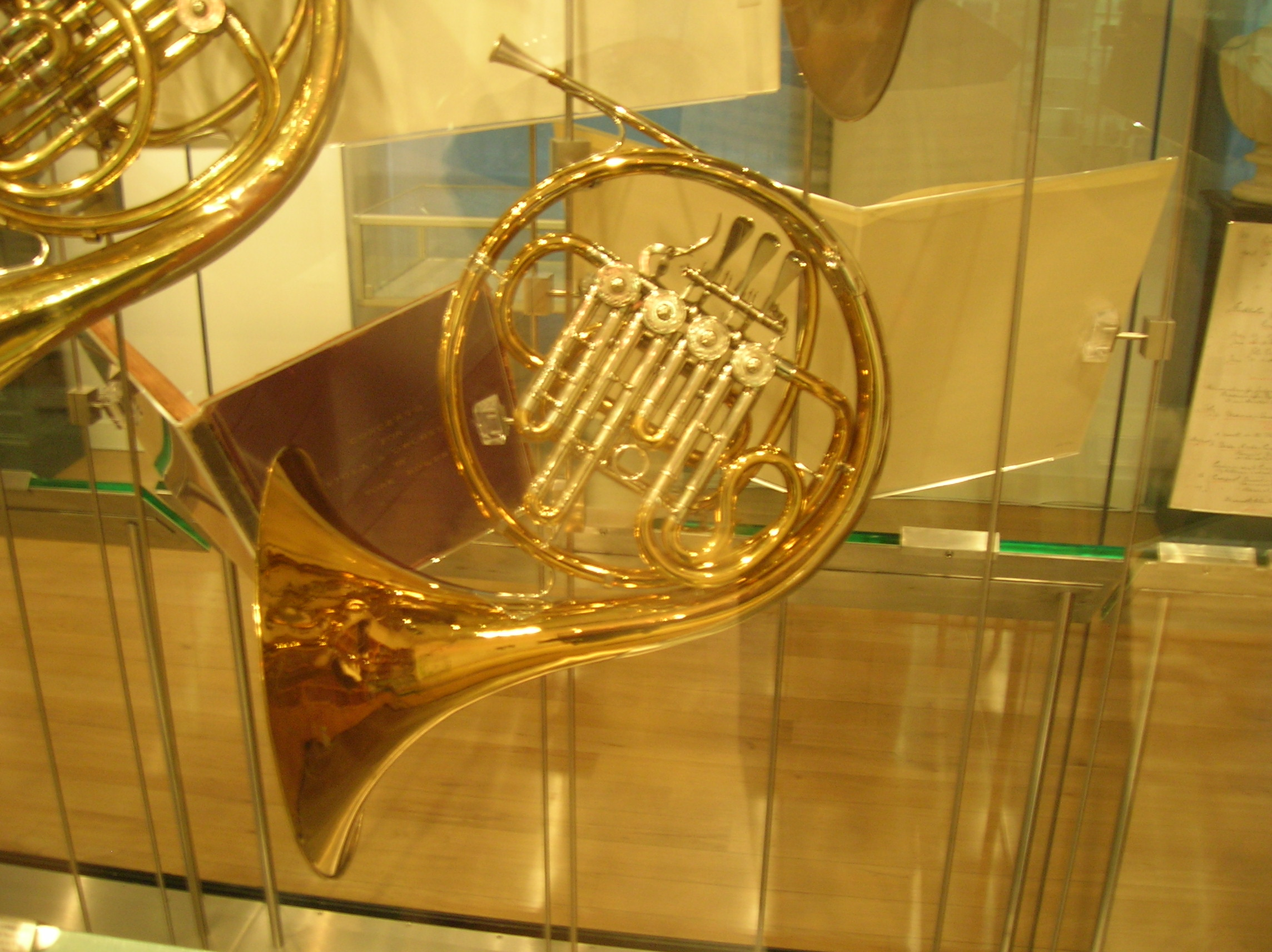
La trompa en Sib de Brain, expuesto en la Royal Academy of Music.

Desde una edad temprana, a Dennis le permitían soplar unas notas en la trompa de su padre los domingos por la tarde. Aubrey Brain tenía la idea de que los alumnos no debían estudiar la trompa seriamente hasta la adolescencia, cuando los dientes y la boca se desarrollan completamente. Durante esos años, Brain estudió piano y órgano. No fue hasta los quince años que Denis fue cambiado de la St Paul's School a la Royal Academy of Music para estudiar trompa, bajo la tutela de su padre. Allí continuó sus estudios de piano con Max Pirani y órgano con G. D. Cunningham. Utilizó una trompa de estilo francés marca Roux. 
Debutó en concierto el 6 de octubre de 1938 tocando la segunda trompa con su padre y los Busch Chamber Players en el Queen's Hall, en el Concierto de Brandenburgo N.º 1 de Bach. La primera grabación, fue el Divertimento en Re mayor K. 334 de Mozart, el 3 de febrero de 1939 con el Cuarteto Léner.
A los 21 años Brain se presentó para primer trompa en la National Symphony Orchestra, empleo en el que no duró demasiado ya que fue enrolado en las Fuerzas Armadas junto a su hermano, con motivo de la Segunda Guerra Mundial. Los hermanos formaron parte de la banda central de la Royal Air Force. Cuando se formó la Orquesta sinfónica de la Royal Air Force Brain se unió, y participó con ella dio una gira de conciertos por los Estados Unidos, donde fue invitado por varios directores a formar parte de sus conjuntos después de la guerra, entre ellos, Leopold Stokowski de la Philadelphia Orchestra.
La carrera de solista de Brain empezó realmente en 1943 cuando Benjamin Britten escribió su Serenata para tenor, trompa y cuerdas dedicada a Peter Pears y Brain. 

### Últimos años
Para 1945, Brain era el intérprete de trompa más renombrado en Inglaterra a los 24 años de edad. Su padre se hirió en una caída y perdió buena parte de su energía para tocar. Después de la guerra Walter Legge y Thomas Beecham fundaron la Philharmonia y la Royal Philharmonic Orchestra, respectivamente. Brain ocupó el puesto de trompa solista en ambas. Junto a Jack Brymer (clarinete), Gwydion Brooke (fagot), Richard Walton (trompeta), Terence MacDonagh (oboe), y Gerald Jackson (flauta), fue miembro de la «familia real» de instrumentistas de vientos de la Royal Philharmonic Orchestra. Posteriormente halló que no tenía tiempo suficiente para cubrir ambos puestos, y resignó el de la Royal. 
Ampliando sus intereses al abordar el campo de la música de cámara, Brain formó un quinteto de vientos con su hermano en 1946. El grupo aumentó en tamaño y realizó giras por Alemania, Italia y Austria. También formó parte de un trío con el pianista Wilfrid Parry y el violinista Jean Pougnet, que efectuó conciertos en Australia en el invierno de 1957. 
En noviembre de 1953, bajo la dirección de Herbert von Karajan, Brain grabó los conciertos 1 a 4 para trompa de Mozart para el sello EMI. En julio de 1954, nuevamente bajo la dirección orquestal de Karajan, interpretó en órgano el «Himno Pascual» de Cavalleria rusticana de Pietro Mascagni.
En 1955 Brain desarrolló un programa radial titulado The Early Horn, en el que enfatizaba la importancia de interpretar el instrumento con un sonido perfecto.

## Final prematuro

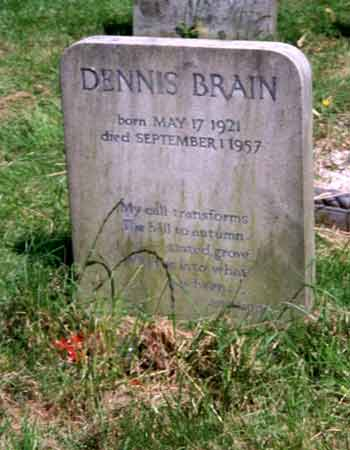
Tumba de Brain en Londres.

El 1 de septiembre de 1957 regresaba a su casa en Londres luego de tocar en el festival de Edimburgo, cuando falleció en un accidente automovilístico cerca de Barnet con su auto deportivo Triumph TR2. Brain era un entusiasta de los autos deportivos, y se conocía su costumbre de tener la revista Autocar en su atril mientras tocaba su música de memoria durante largas sesiones de grabación. Tenía 36 años al momento de su muerte, y fue enterrado en el cementerio de Hampstead en Londres. 
Su lápida está grabada con un pasaje del concierto para trompa de Paul Hindemith:

Mi llamada transforma

La sala en arboledas teñidas de otoño

Lo que es en lo que ha sido...

## Legado
La belleza de la música de Brain y la tragedia de su muerte capturó la imaginación del público como ningún intérprete del instrumento lo había hecho. Los intérpretes de trompa no tienen el perfil de un gran violinista, aunque es un instrumento difícil de tocar, y el artista suele tener un sueldo solo inferior al director de orquesta.
Giovanni Punto inspiró a Beethoven para componer para este instrumento, y Brain inspiró a Britten, Arnold y Tippett. Popularizó el repertorio clásico para trompa y su carrera coincidió con el renacimiento de la interpretación y composición clásica inglesa.